# Farah Khan
Farah Khan Kunder (nacida el 9 de enero de 1965) es una directora de cine indio y coreógrafa. Es conocida por su trabajo coreográfico en numerosas películas de Bollywood, como también por dirigir las películas Main Hoon Na y Om Shanti Om. Khan ha coreografiado para más de cien canciones de películas muy conocidas como Kabhi Khushi Kabhi Gham.

## Familia y vida
La madre de Khan, Menaka, es hermana de Honey Irani y Daisy Irani. Su padre es Kamran Khan. Tiene un hermano, Sajid Khan. 
Su debut como coreógrafa fue con el filme Jo Jeeta Wohi Sikander (1992), que protagonizaba Aamir Khan. Le siguieron a esta muchas canciones que se convirtieron en hits nacionales. Conoció al actor Shahrukh Khan en el set de Kabhi Haan Kabhi Naa, con quién creó una gran amistad.
Farah Khan se casó con Shirish Kunder, editor de Main Hoon Na, el 9 de diciembre de 2004, según las tradiciones Hindúes y Musulmanas. Ella ha coreografiado recientemente el filme Jaaneman (debut de su esposo como director), así como Kabhi Alvida Na Kehna de Karan Johar. Además, ha participado en proyectos internacionales como Marigold: Una aventura en la India y Monsoon Wedding.
Khan dio a luz trillizos el 11 de febrero del 2008, en el Hospital Jaslok de Bombay: un hijo, Czar, y dos hijas, Diva y Anya.

## Salto a la fama
Farah Khan recibió un reconocimiento internacional por su labor en Monsoon Wedding, Bombay Dreams y Vanity Fair. Fue nominada en el 2004 al Tony Award por Mejor Coreografía. 
Farah Khan después dirigió su primer film Main Hoon Na, producido por Shahrukh Khan. El filme fue un gran éxito, y Khan fue la primera mujer nominada por el Premio Filmfare al Mejor Director. Ella ha ganado el Filmfare a Mejor Coreografía 5 veces en 1998, 1999, 2001, 2002 y 2004. Su última película, Om Shanti Om, fue el highest grossing Hindi film del 2007.

## Otros proyectos
Khan entrenó a la estrella de pop Colombiana Shakira para la versión de Bollywood de su hit Hips Don't Lie para el MTV Video Music Awards el 31 de agosto del 2006. En la segunda temporada del reality show de TV americana America's Got Talent, el concursante Kashif Memon copió los movimientos de Khan de Kaho Naa Pyaar Hai y Kabhi Khushi Kabhie Gham lo que llamó "Danza de Bollywood".

## Premios
Farah Khan ha recibido numerosos premios por su trabajo coreográfico, más que nada en los premios Filmfare.
National Film Awards
- 2004, National Film Award por Mejor Coreografía - Idhar Chala Main de Koi Mil Gaya

Filmfare Awards
Ganó el  Filmfare Award de Mejor Coreografía cinco veces: 1998, 1999, 2001, 2002 y 2004.
Quedó en segundo puesto el ganador de más premios en la categoría de Mejor Coreografía, obteniendo el primer lugar Saroj Khan.
Awards of the International Indian Film Academy
- 2001: Premio a la Excelencia Técnica
- 2002: Premio a la Excelencia Técnica

Star Screen Awards
- 2005: Mejor Director Debutante
- 2004: Mejor Coreografía
- 2002: Mejor Coreografía
- 2001: Mejor Coreografía

Zee Cine Awards
- 2005: Mejor Director Debutante